# Garrett Fort
Garrett Elsden Fort (5 giugno 1900 – Hollywood, 26 ottobre 1945) è stato uno scrittore, sceneggiatore e drammaturgo statunitense attivo a Hollywood.
Era anche uno stretto seguace di Meher Baba.

## Biografia
Fort esordì come sceneggiatore con il film muto, One of the Finest (1917). All'inizio della sua carriera, co-scrisse la commedia di Broadway Jarnegan (1928), basata sul romanzo di Jim Tully. Il primo film sonoro di Fort fu la rivoluzionaria produzione di Rouben Mamoulian, Applause (1929). Nel 2006 Applause è stato riconosciuto come film culturalmente, storicamente ed esteticamente significativo dal National Film Registry.
Fort era abile nell'alternare momenti orribili con pezzi di umorismo inaspettato. Come sceneggiatore è ricordato soprattutto per il suo lavoro sugli adattamenti cinematografici originali di film horror/melodrammatici come Dracula (1931), Frankenstein (1931), La figlia di Dracula (1936) e Il segno di Zorro (1940).

## Vita spirituale e morte
Garrett Fort si interessò profondamente al percorso spirituale ed era un devoto del guru indiano Meher Baba che incontrò a Hollywood nel 1934. Collaborò con Mercedes de Acosta per sviluppare una sceneggiatura basata sulla filosofia di Baba. Alla fine si recò in India, nel 1937, per continuare la stesura della sceneggiatura. Tuttavia, cadde in depressione e tornò negli Stati Uniti. Al ritorno trovò difficile trovare un lavoro redditizio e morì senza un soldo in una stanza d'albergo di Hollywood nel 1945 per un'overdose di sonniferi. Fort rimase in contatto con Meher Baba fino alla fine della sua vita e fu incluso nell'elenco dei seguaci maschi deceduti di Meher Baba che questi si fece leggere da un discepolo nel 1967.

## Filmografia selezionata
- Five Days to Live (1922)
- Gay and Devilish (1922)
- In Fast Company (1924)
- On Time (1924) con Richard Talmadge, Billie Dove, Stuart Holmes
- The Fire Patrol (1924) con Anna Q. Nilsson, Madge Bellamy e Helen Jerome Eddy
- The Midnight Girl (1925) con Lila Lee e Bela Lugosi
- Made for Love (1926) con Leatrice Joy e Edmund Burns
- The Prince of Headwaiters (1927)
- Applause (1929) con Helen Morgan
- The Lady Lies (1929) con Walter Huston e Claudette Colbert
- The Letter (1929) con Jeanne Eagels
- Jealousy (1929) con Jeanne Eagels
- Gli uomini della notte (1930) con Edward G. Robinson
- Dracula (1931) con Bela Lugosi e Edward Van Sloan
- Frankenstein (1931) con Boris Karloff e Colin Clive
- La pattuglia perduta (1934) con Victor McLaglen e Boris Karloff
- La figlia di Dracula (1936) con Gloria Holden e Edward Van Sloan
- La bambola del diavolo (1936) con Lionel Barrymore e Maureen O'Sullivan
- Panama Lady (1939) con Lucille Ball ed Evelyn Brent
- Twelve Crowded Hours (1939) con Richard Dix e Lucille Ball
- Il segno di Zorro (1940) con Tyrone Power e Basil Rathbone
- Among the Living (1941) con Susan Hayward e Frances Farmer
- Tenebre (1941) con Ida Lupino e Louis Hayward
- Street of Chance (1942) con Claire Trevor e Louise Platt
- Sangue sul sole (1945) con James Cagney e Sylvia Sidney